# Interstellar
Interstellar – amerykańsko-brytyjski film fantastycznonaukowy z 2014 w reżyserii Christophera Nolana, wyróżniony m.in. Oscarem za efekty specjalne.

## Fabuła
Fabuła produkcji skupiona jest wokół astronautów, którzy odbywają podróż podróż międzygwiezdną tunelem czasoprzestrzennym, oraz ich rodzin. Po jego drugiej stronie znajduje się układ planetarny z supermasywną czarną dziurą w środku, którego eksploracja może przynieść nadzieję ludzkości.

## Obsada
- Matthew McConaughey jako Joseph Cooper
- Anne Hathaway jako Amelia Brand
- Jessica Chastain jako dorosła Murphy „Murph” Cooper
  - Mackenzie Foy jako nastoletnia Murphy
  - Ellen Burstyn jako stara Murphy
- Bill Irwin jako robot TARS (głos)
- Michael Caine jako profesor John Brand
- Matt Damon jako doktor Mann
- Casey Affleck jako Tom Cooper
- Topher Grace jako Getty
- John Lithgow jako Donald
- David Gyasi jako Romilly
- Wes Bentley jako Doyle
- David Oyelowo jako dyrektor szkoły Murph
- Elyes Gabel jako administrator

## Produkcja
Kip Thorne pomagał w produkcji filmu, upewniając się czy wszelkie założenia na temat astrofizyki są poprawne. Stwierdził również, iż fragmenty dotyczące czarnych dziur i tuneli czasoprzestrzennych są zgodne z ogólną teorią względności Einsteina.

## Premiera
Premiera filmu miała miejsce 26 października 2014 w Grauman’s Chinese Theatre w Hollywood. W części kin w USA pojawił się 5 listopada, a szerzej rozpowszechniony został dwa dni później, kiedy pojawił się także w kinach m.in. w Polsce i Wielkiej Brytanii.

## Odbiór

### Box office
Film Interstellar zarobił łącznie 188 milionów dolarów w Stanach Zjednoczonych i Kanadzie, a 490 milionów w pozostałych państwach; razem 678 milionów przychodu z biletów w kinach. W 2025 roku, podczas ponownej dystrybucji filmu w Indiach, Interstellar zarobił około 100 milionów rupii indyjskich (ok. 5,1 mln złotych) w pierwszym tygodniu emisji, stając się tym samym najpopularniejszym zagranicznym filmem sezonu w tamtejszych kinach. 

### Krytyka w mediach
Film spotkał się z pozytywną reakcją krytyków. W serwisie Rotten Tomatoes 72% z 364 recenzji jest pozytywne, a średnia ocen wyniosła 7,08/10. Na portalu Metacritic średnia ocen z 46 recenzji wyniosła 74 punkty na 100.

### Nagrody
| Rok  | Nagroda                                                      | Kategoria                                           | Nominowani                                                    | Wynik     | Przypisy |
| ---- | ------------------------------------------------------------ | --------------------------------------------------- | ------------------------------------------------------------- | --------- | -------- |
| 2015 | 87. ceremonia wręczenia Oscarów                              | Najlepsze efekty specjalne                          | Paul Franklin, Andrew Lockley, Ian Hunter i Scott Fisher      | Wygrana   | [ 6 ]    |
| 2015 | 87. ceremonia wręczenia Oscarów                              | Najlepsza muzyka oryginalna                         | Hans Zimmer                                                   | Nominacja | [ 6 ]    |
| 2015 | 87. ceremonia wręczenia Oscarów                              | Najlepsza scenografia                               | Nathan Crowley i Gary Fettis                                  | Nominacja | [ 6 ]    |
| 2015 | 87. ceremonia wręczenia Oscarów                              | Najlepszy dźwięk                                    | Gary Rizzo, Gregg Landaker i Mark Weingarten                  | Nominacja | [ 6 ]    |
| 2015 | 87. ceremonia wręczenia Oscarów                              | Najlepszy montaż dźwięku                            | Richard King                                                  | Nominacja | [ 6 ]    |
| 2015 | 73. ceremonia wręczenia Złotych Globów                       | Najlepsza muzyka                                    | Hans Zimmer                                                   | Nominacja | [ 6 ]    |
| 2015 | 68. ceremonia wręczenia nagród Brytyjskiej Akademii Filmowej | Najlepsze zdjęcia                                   | Hoyte van Hoytema                                             | Nominacja | [ 6 ]    |
| 2015 | 68. ceremonia wręczenia nagród Brytyjskiej Akademii Filmowej | Najlepsza scenografia                               | Nathan Crowley i Gary Fettis                                  | Nominacja | [ 6 ]    |
| 2015 | 68. ceremonia wręczenia nagród Brytyjskiej Akademii Filmowej | Najlepsza muzyka                                    | Hans Zimmer                                                   | Nominacja | [ 6 ]    |
| 2015 | 68. ceremonia wręczenia nagród Brytyjskiej Akademii Filmowej | Najlepsze efekty specjalne                          | Paul Franklin, Andrew Lockley i Scott Fisher                  | Wygrana   | [ 6 ]    |
| 2015 | Teen Choice Awards 2015                                      | Ulubiona aktorka w filmie science-fiction / fantasy | Mackenzie Foy                                                 | Nominacja | [ 6 ]    |
| 2015 | 19. ceremonia wręczenia Satelitów                            | Najlepsze zdjęcia                                   | Hoyte Van Hoytema                                             | Nominacja | [ 6 ]    |
| 2015 | 19. ceremonia wręczenia Satelitów                            | Najlepsze efekty specjalne                          | Andrew Lockley, Ian Hunter, Paul J. Franklin, Scott R. Fisher | Nominacja | [ 6 ]    |
| 2015 | 19. ceremonia wręczenia Satelitów                            | Najlepsza muzyka                                    | Hans Zimmer                                                   | Nominacja | [ 6 ]    |